# Палестина на Светском првенству у атлетици на отвореном 2019.
Палестина је учествовала на 17. Светском првенству у атлетици на отвореном 2019. одржаном у Дохи од 27. септембра до 6. октобра шеснаести пут. Репрезентацију Палестине представљала је једна такмичарка која се такмичила у маратону.,
На овом првенству такмичарка Палестине није освојила ниједну медаљу нити је остварила неки резултат.

## Учесници
Жене:
- Мајада Ал-Сајед — Маратон

## Резултати

### Жене
| Атлетичарка     | Дисциплина | Лични рекорд | Финале   | Финале       | Детаљи |
| Атлетичарка     | Дисциплина | Лични рекорд | Резултат | Место        | Детаљи |
| --------------- | ---------- | ------------ | -------- | ------------ | ------ |
| Мајада Ал-Сајед | Маратон    | 2:39:28      | 3:10:30  | 39 / 40 (70) |        |